# Parallelodiplosis bimaculata
Parallelodiplosis bimaculata är en tvåvingeart som beskrevs av Hardy 1960. Parallelodiplosis bimaculata ingår i släktet Parallelodiplosis och familjen gallmyggor. Inga underarter finns listade i Catalogue of Life.